# Sanaga-Maritime
Departament Sanaga-Maritime – departament w Regionie Nadmorskim w Kamerunie ze stolicą w Edéa. Na powierzchni 9 311 km² żyje około 167,7 tys. mieszkańców.